# Claudio Antón de Luzuriaga
Claudio Antón de Luzuriaga  (Soto en Cameros, 30 de octubre de 1792-San Sebastián, 23 de junio de 1874) fue un diplomático y político español.  

## Biografía
Se formó en el internado de las Escuelas Pías en Villacarriedo y estudió derecho en Valladolid y Madrid. Eminente magistrado y diputado desde 1839 por Guipúzcoa en cuya labor desarrolló una intensa defensa foralista.  Ministro de Estado en 1854 y de  Justicia y  Ultramar al año siguiente. Presidente del Tribunal Supremo entre 1855 y 1856. Ilustre codificador, participó en el proyecto de Código Civil de 1851. Fue también académico de Ciencias Morales.
| Predecesor: José Alonso Ruiz-Conejares | Presidente del Tribunal Supremo 1855 - 1856 | Sucesor: Lorenzo Arrazola García |